# Sostenuto
In musica, sostenuto è un termine che si riferisce a uno stile di esecuzione e può implicare un rallentamento del tempo. Ad esempio, se un pezzo viene indicato come "adagio sostenuto", andrà suonato lentamente; la notazione "sostenuto" indica che bisogna mantenere le note più a lungo di quanto si farebbe normalmente, e di suonare i vari fraseggi in modo molto legato.
Su un moderno pianoforte a coda con tre pedali, il pedale centrale è solitamente quello del sostenuto (viene anche detto "tonale"), e "sostiene" solo le note suonate nell'istante in cui viene premuto.
In alcuni pianoforti verticali il pedale centrale "sostiene" tutte le note nel registro basso, ma non è un vero pedale del sostenuto. In altri pianoforti, sempre verticali, il pedale centrale è un pedale di allenamento (con la possibilità di essere bloccato) che attutisce il suono, il cosiddetto pedale "di sordina".
Il pedale del sostenuto non va confuso col pedale del "forte", o di risonanza, il quale libera tutte le corde dai cosiddetti "smorzatori".